# Neofito (nome)
Neofito  è un nome proprio di persona italiano maschile.

## Varianti
- Maschili: Neofita[1]
- Femminili: Neofita[1]

### Varianti in altre lingue
- Bulgaro: Неофит (Neofit)[2]
- Catalano: Neòfit[3]
- Greco antico: Νεόφυτος (Neophytos)[2]
- Greco moderno: Νεόφυτος (Neofytos)[2]
- Latino: Neophytus
- Macedone: Неофит (Neofit)[2]
- Spagnolo: Neófito[3]

## Origine e diffusione
Riprende il termine "neofita", che indica una persona che si avvicina alla fede e, fra i cristiani dei primi secoli, designava chi aveva ricevuto da poco il battesimo ed era perciò nato a una nuova vita spirituale.
Etimologicamente, il termine deriva dal latino ecclesiastico neòphytus, ricalcato sul greco νεόϕυτος (neophytos), composto da νεος (néos, "nuovo") e φυτον (phytòs, "pianta"), con il significato letterale di "nuova pianta", "appena piantato".

## Onomastico
L'onomastico si può festeggiare in memoria di più santi, alle date seguenti:
- 20 gennaio, san Neofito, martire romano vissuto in Bitinia tra il III e il IV secolo[3][5][6]
- 17 aprile, santa Neofita, martire a Lentini con santa Isidora[5]
- 1º settembre, san Neofito, vescovo di Lentini

Il 22 agosto la Chiesa ortodossa commemora un altro san Neofito, servo di sant'Atanasio, vescovo di Tarso, martire con l'altro servo Carisimo e con lo stesso Atanasio.

## Persone
- Neofito, patriarca di Bulgaria

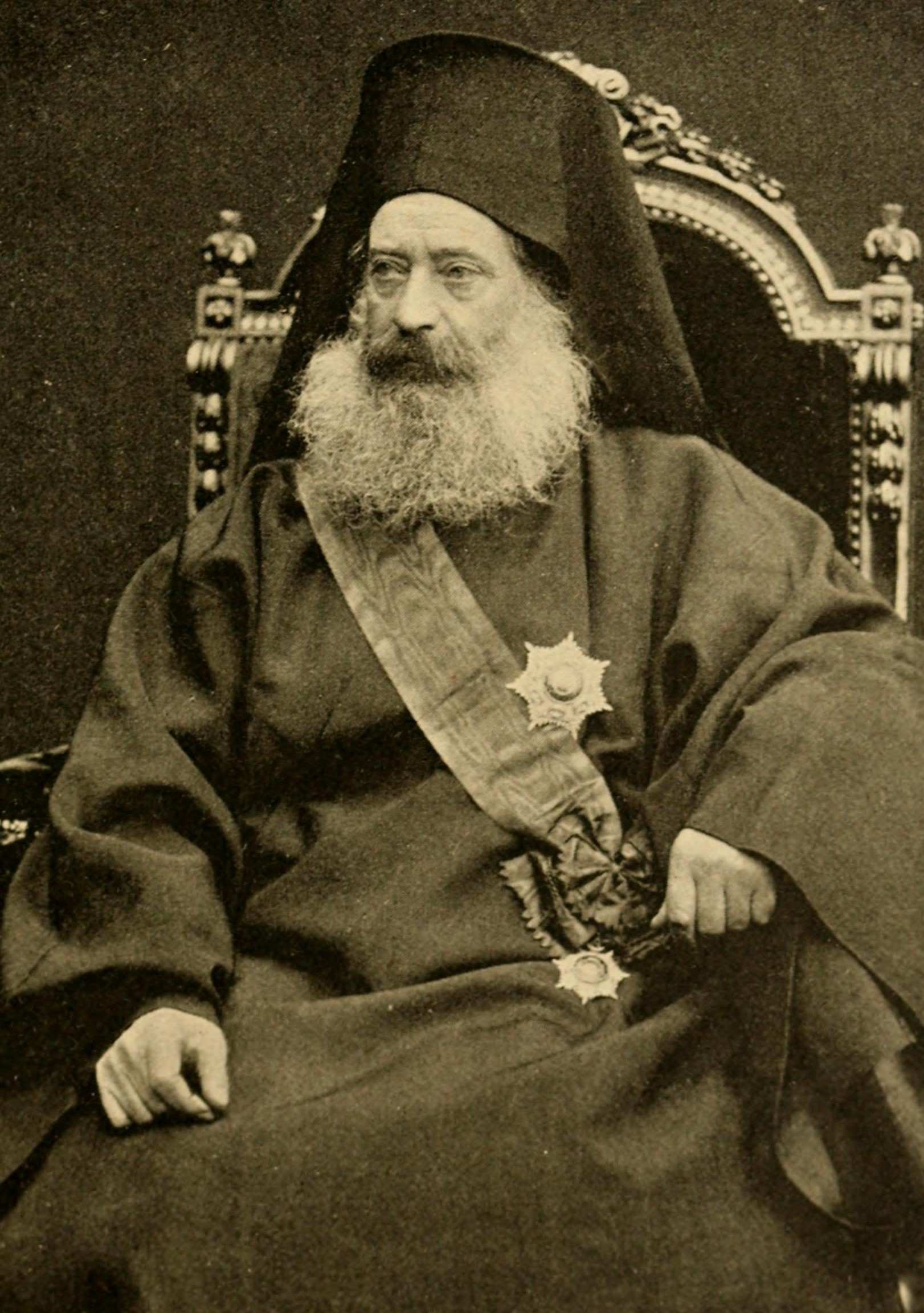
Neofito VIII di Costantinopoli

- Neofito di Cipro, prete e monaco cipriota
- Neofito da Lentini, vescovo romano
- Neofito di Nicea, martire romano
- Neofito I di Costantinopoli, arcivescovo ortodosso bizantino
- Neofito II di Costantinopoli, arcivescovo ortodosso greco
- Neofito III di Costantinopoli, arcivescovo ortodosso greco
- Neofito IV di Costantinopoli, arcivescovo ortodosso greco
- Neofito V di Costantinopoli, arcivescovo ortodosso greco
- Neofito VI di Costantinopoli, arcivescovo ortodosso greco
- Neofito VII di Costantinopoli, arcivescovo ortodosso greco
- Neofito VIII di Costantinopoli, arcivescovo ortodosso greco

### Variante Neofytos
- Neofytos Larkou, calciatore cipriota
- Neofytos Michaīl, calciatore cipriota